# Alter Friedhof (Berchtesgaden)

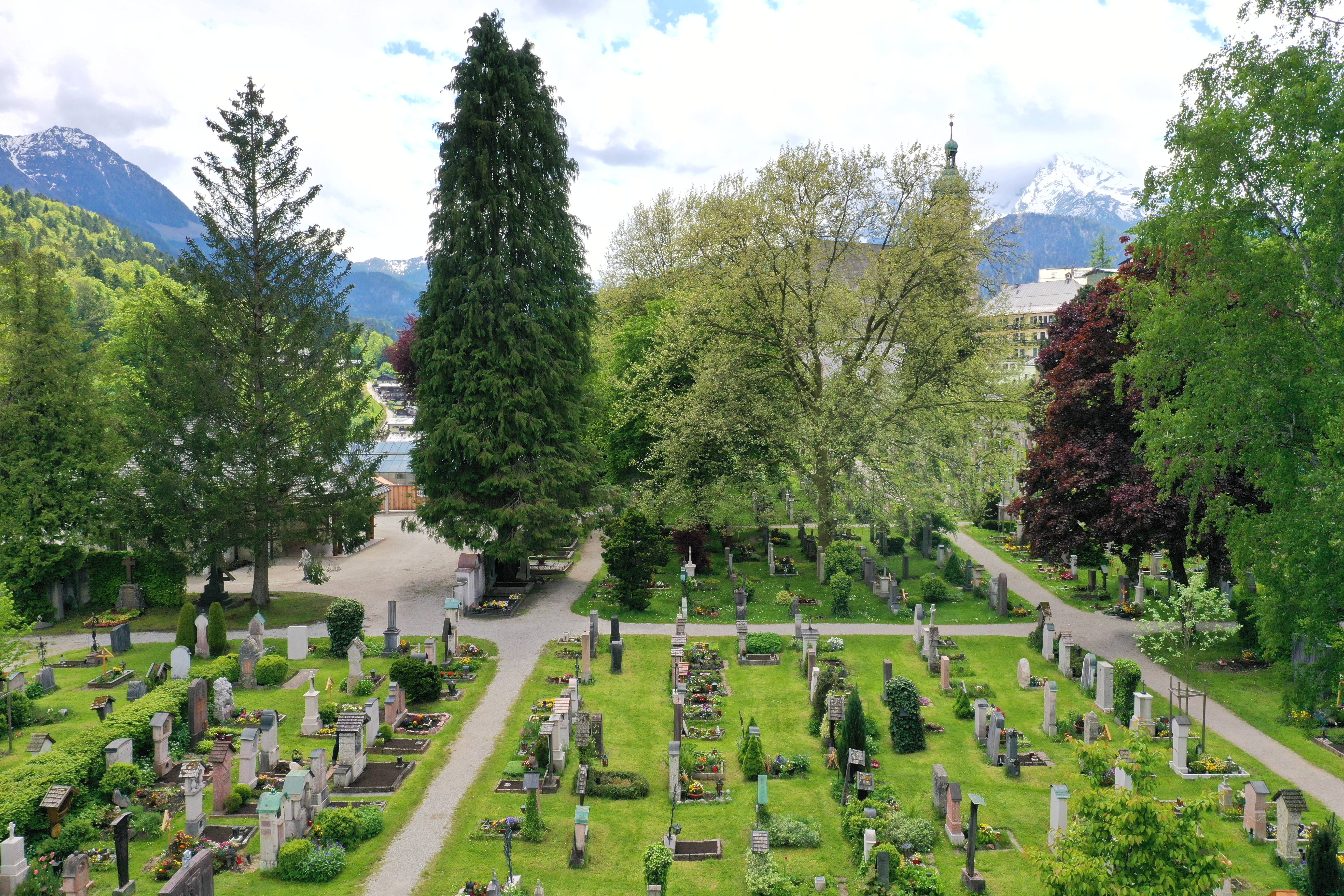
Alter Friedhof, hinterer Teil

Der Alte Friedhof in Berchtesgaden wurde 1683 neben dem Franziskanerkloster bzw. der Franziskanerkirche angelegt. Ab 1973 wurden wegen Überbelegung die Beerdigungen eingestellt, seit 1987 sind wieder Neubelegungen möglich. Im Zentrum von Berchtesgaden gelegen, gilt dieser denkmalgeschützte Friedhof auch als „Schmuckstück unter den Friedhöfen in der Region“.

## Geschichte
Der erste Friedhof für Berchtesgaden ist seit 1359 bekannt und war um die Pfarrkirche St. Andreas gruppiert sowie in dem Zwischenraum von Pfarrkirche und Stiftskirche angelegt. Dieser Friedhof wurde 1806 endgültig aufgelassen, doch bereits 1685 reichte der Platz nicht mehr aus und am Anger neben der Franziskanerkirche wurde ein neuer Friedhof angelegt – der heutige Alte Friedhof, dem von Anfang an die Glocken des Franziskanerkirchenturms als Geläut im Rahmen einer Bestattung dienen.
Für diesen Friedhof stiftete zu seiner Erweiterung 1837 ein damaliger Dekan namens Forster ein Stück des einstigen Hofgartens nordöstlich von der Aussegnungshalle. 1898/99 wurde am Friedhof eine Leichenhalle errichtet.
Nachdem auch der Alte Friedhof an seine Grenzen zu stoßen begonnen hatte, gab es bereits 1891 wie auch 1910 Bestrebungen, den Friedhof außerhalb des Ortes zu verlegen – umgesetzt wurde das jedoch erst am 22. April 1948 mit dem Bergfriedhof als neuem Friedhof im Ortsteil Oberschönau der Gemeinde Schönau am Königssee. Er liegt unweit des Hauptbahnhofs Berchtesgaden auf der Anhöhe des Sulzbergs. Auf diesem Gelände hatte Fürstpropst Franz Anton Josef von Hausen-Gleichenstorff († 1780) sein Schloss Lustheim errichtet, das 1938 während der Zeit des Nationalsozialismus zerstört und abgetragen wurde. Das an seiner Stelle geplante „Parteiforum“ wurde wegen des Kriegsausbruchs allerdings nicht mehr gebaut. Am 31. Dezember 1972 wurden die Beerdigungen auf dem Alten Friedhof wegen Überbelegung eingestellt. Allerdings vermerkte der Historiker Hellmut Schöner, das nach entsprechender Lichtung der Gräberreihen bzw. Auflösung von Gräbern auf ihm bereits ab 1985 wieder Beisetzungen hätten stattfinden können. Tatsächlich aber blieb der Friedhof bis 1986 für Beisetzungen ganz gesperrt. Anschließend durften dort allerdings vorerst nur Familien Angehörige bestatten, die schon ein Grabrecht hatten. Nachdem aber immer mehr Plätze auf dem  Alten Friedhof frei wurden, wurde beschlossen diese neu zu vergeben.
Im Juli 2018 wurde der Alte Friedhof zu einem „bundesweiten Medien-Hit“, nachdem es zu einer Verlosung von 200 Grabplätzen auf ihm kam, für die es 300 Bewerber gab.
Der Alte Friedhof ist unter der Aktennummer D-1-72-116-41 als nachqualifiziertes Baudenkmal in die Bayerische Denkmalliste eingetragen.

## Organisation

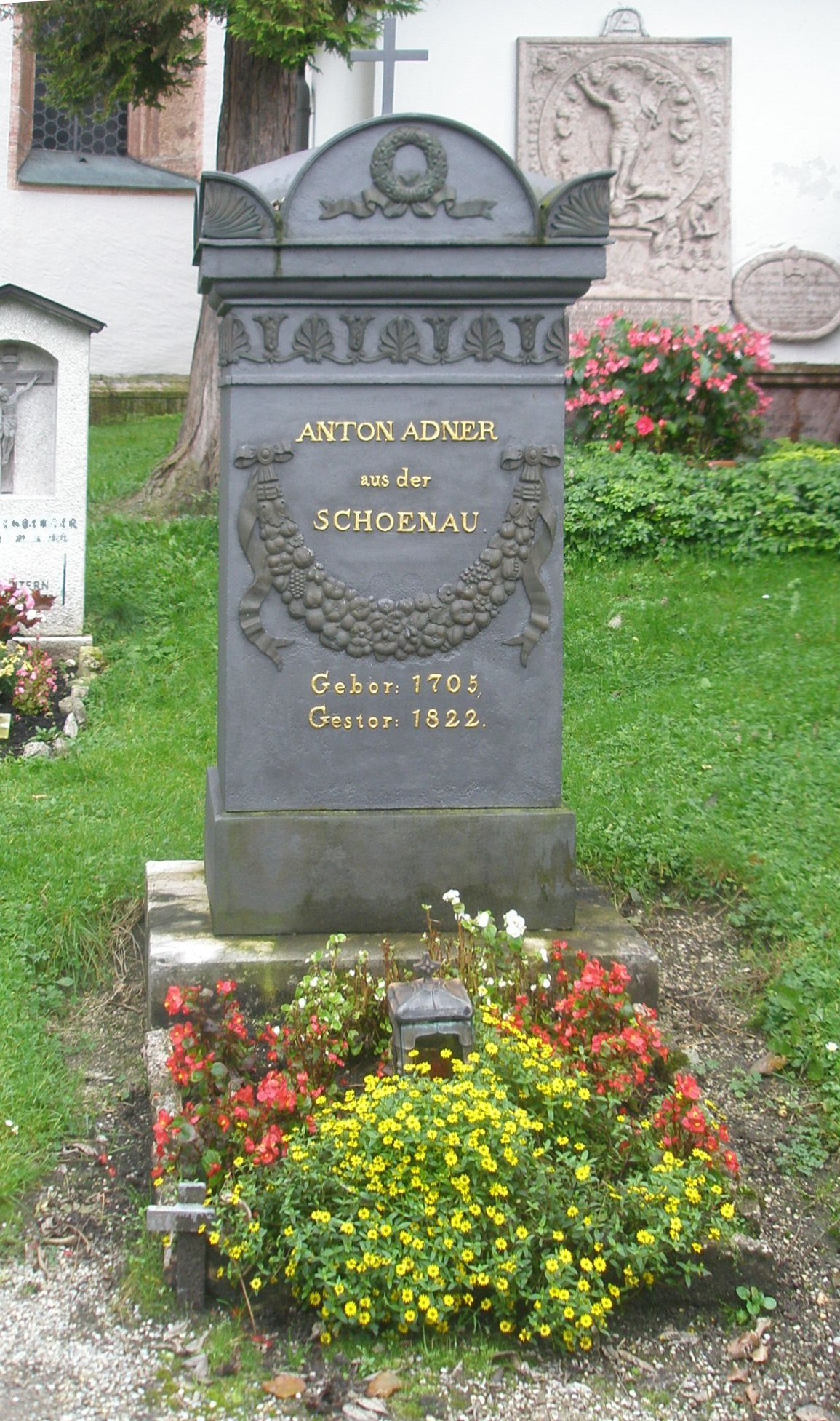
Ehrengrabmal von Anton Adner

Der Alte Friedhof wird vom Friedhofsverband Berchtesgaden als Zweckverband der Gemeinden Markt Berchtesgaden, Bischofswiesen und Schönau am Königssee auf dem Gebiet des Bestattungswesens mit Sitz in Berchtesgaden unterhalten. Neben dem Alten Friedhof in Berchtesgaden mit ca. 1500 Grabstätten unterhält der Zweckverband auch noch den Bergfriedhof mit ca. 4500 Grabstätten sowie die daran angeschlossene Kriegsgräberstätte mit ca. 1000 Grabstätten in Schönau a. Königssee einschließlich der dazugehörigen Gebäude, wie z. B. die Aussegnungshalle.
Nach Wiederaufnahme des Alten Friedhofs in den Belegungsplan finden auf beiden Friedhöfen zusammen jährlich etwa 260 Bestattungen statt.

## Grabstellen bekannter Persönlichkeiten
Auf dem Alten (Berchtesgadener) Friedhof befinden sich Grabstätten vieler alteingesessener Bürgerfamilien aus Berchtesgaden sowie einiger über Berchtesgaden hinaus bekannten Persönlichkeiten, darunter:
- Anton Adner (1705–1822), der mit 117 Lebensjahren bislang älteste Bayer[9][10]
- Heinrich Bieler (1919–1992), Holzbildhauer[11][12]
- Dietrich Eckart (1868–1923), Publizist, Verleger, früher Anhänger des Nationalsozialismus und Ideengeber Adolf Hitlers[13]
- Albert Bitterling (1910–1995), Hüttenwirt des Watzmannhauses und Bergführer[14]
- Franz Hafner (1912–1999),  Schauspieler, Regisseur und langjähriger Leiter des Berchtesgadener Bauerntheaters.[15]
- Ludwig Hohlwein (1874–1949), Plakatkünstler, Grafiker, Architekt und Maler, er zählte den prominentesten und stilbildenden Vertretern der Reklamekunst.[16][17]
- Katrja Hrynewytschewa (1875–1947), ukrainische Schriftstellerin und Herausgeberin
- Stefan Imhof (1870–1963), Arzt und Kommunalpolitiker. Von 1946 bis 1960 war er ältester amtierender Bürgermeister in der Bundesrepublik Deutschland[18]
- Toni Kurz (1913–1936), deutscher Bergsteiger, dem zusammen mit Andreas Hinterstoißer mehrere Erstbegehungen in den Berchtesgadener Alpen gelangen.[19][12]
- Hans Heinrich Lammers (1879–1962), 1933–1945 Chef der Reichskanzlei unter Adolf Hitler[20][12]
- Mauritia Mayer (1833–1897), Begründerin der Pension Moritz in Obersalzberg und damit Pionierin des modernen Tourismus „in Deutschland und Mitteleuropa“.[21][22]
- Franz Pfnür (1908–1996), genannt „Bi Dui“, war ein deutscher Skirennläufer, der bei den Olympischen Winterspielen 1936 in Garmisch-Partenkirchen der erste Olympiasieger im alpinen Skisport wurde.
- Anton Schöner (1866–1930), deutscher Maler, Illustrator, Lithograf und Kunstschriftsteller (Vater von Hellmut Schöner (1918–2003))[12]
- Hellmut Schöner (1918–2003), deutscher Journalist, Übersetzer und Sachbuchautor sowie u. a. Bearbeiter zeitgeschichtlicher Dokumentationen über das Berchtesgadener Land[23]
- Hans Vonderthann (1937–1993), Volksschauspieler[24][25]
- Richard Voß (1851–1918), ein seinerzeit bekannter deutscher Schriftsteller, der einen Bestseller-Roman verfasst hatte mit Auflagen von insgesamt über 1 Million Exemplaren[21][26]
- Adalbert Waagen (1833–1898), als Maler wurden ihm 1891 von Prinzregent Luitpold der Ehrentitel eines Königlichen Professors sowie die Ehrenbürgerschaft von Berchtesgaden verliehen.[25]
- Georg Waltenberger (1865–1961), Maler und ab 1947 Ehrenbürger von Berchtesgaden wegen seiner Verdienste als bedeutender Künstler und der Ausschmückung des 1930 erbauten Kursaals.[26]
- Heinrich Carl August von Burger (1805–1884),  „oberster bayerischer“ lutherischer Theologe[25]
- Friedrich Wilhelm von Schoen (1849–1941), Großindustrieller und Mäzen.[18]
- Constantin von Wurzbach (1818–1893), österreichischer Bibliograph, Lexikograf und Schriftsteller[25]
- Georg von Yorry (1870–1956), letzter Hofmarschall von Mecklenburg-Strelitz[27][25]